# Tudor Zamfirescu
Tudor Zamfirescu (n. 20 aprilie 1944, Stockholm, Suedia) este un matematician român, membru de onoare al Academiei Române din 2009.